# Love at First Sting
Love at First Sting és el novè àlbum d'estudi del grup de Heavy Metal alemany Scorpions, publicat el 1984. Love at First Sting va ser l'àlbum amb més èxit del grup als EUA, en el qual va ser qualificat en el lloc 6 del rànquing de 200 de la Billboard el 1984 i va tenir tres platins. La cançó "Rock You Like a Hurricane" està en el lloc 25 de la Billboard Hot 100 el mateix any, "Still Loving You" està en el 64 de la mateixa llista, al Top 50 d'Alemanya és el 14, al 2 a França i Suïssa.
"Rock You Like a Hurricane" en el rànquing #31 en el VH1's 40 Greatest Metal Songs i "Still Loving You" està al #22 del 25 Greatest Power Ballads de VH1.

Hi ha una coberta alternativa amb la foto dels membres de la banda en les botigues des que es va refusar la coberta original.

## Sessions de gravació
L'àlbum es va gravar del 1983 al 1984 entre Estocolm, Suècia i Hannover, Alemanya i surten alguns altres músics durant la gravació. Des que en Francis Buchholz també actuava en l'àlbum, i és inclòs en la foto del grup, es diu recentment que el baixista de Dio, Jimmy Bain va tocar en algunes sessions de gravació. No obstant això, en Francis ho denegava en una entrevista. L'antic bateria de Rainbow, en aquell temps de Black Sabbath, en Bobby Rondinelli va actuar en el grup mentre en Rarebell tenia un abús de substàncies. Se sap, que en Neil Murray de Whitesnake i Black Sabbath va actuar de baixista en diverses promocions d'aquest àlbum.

## Llista de cançons
Totes les cançons van ser escrites per Rudolf Schenker i Klaus Meine.
1. "Bad Boys Running Wild" (Schenker, Meine, Herman Rarebell) – 3:54
2. "Rock You Like a Hurricane" (Schenker, Meine, Herman Rarebell) – 4:11
3. "I'm Leaving You" – 4:16
4. "Coming Home" – 4:58
5. "The Same Thrill" – 3:30
6. "Big City Nights" – 4:08
7. "As Soon as the Good Times Roll" – 5:01
8. "Crossfire" – 4:31
9. "Still Loving You" – 6:26

## Formació
- Klaus Meine: Cantant
- Rudolf Schenker: Guitarra
- Matthias Jabs: Guitarra
- Francis Buchholz: Baix
- Herman Rarebell: bateria

- Produït per Dieter Dierks per a Breeze-Music

## Èxits

### Àlbum
Billboard (Amèrica del Nord)
| Any  | Tipus             | Posició |
| ---- | ----------------- | ------- |
| 1984 | The Billboard 200 | #6      |

### Singles
Billboard (Amèrica del Nord)
| Any  | Cançó                       | Tipus             | Posició |
| ---- | --------------------------- | ----------------- | ------- |
| 1984 | "Rock You Like a Hurricane" | Billboard Hot 100 | #25     |
| 1984 | "Still Loving You"          | Billboard Hot 100 | #64     |

### Certificació de la RIAA
| Certificació | Data                 |
| ------------ | -------------------- |
| Or           | 30 d'abril de 1984   |
| Platí        | 30 d'abril de 1984   |
| Multi-Platí  | 25 d'octubre de 1984 |
| Triple-Platí | 8 de juliol de 1995  |